# آس (زامتگمایند)
آس (به آلمانی: Samtgemeinde Asse) یک شهر در آلمان است که در نیدرزاکسن واقع شده‌است. آس ۹٬۳۳۷ نفر جمعیت دارد.